# Cabeza de Arroyo Nuevo
Cabeza de Arroyo Nuevo är en ort i Mexiko.   Den ligger i kommunen Xochistlahuaca och delstaten Guerrero, i den sydöstra delen av landet, 300 km söder om huvudstaden Mexico City. Cabeza de Arroyo Nuevo ligger 314 meter över havet och antalet invånare är 277.
Terrängen runt Cabeza de Arroyo Nuevo är kuperad. Runt Cabeza de Arroyo Nuevo är det ganska glesbefolkat, med 50 invånare per kvadratkilometer. Närmaste större samhälle är Xochistlahuaca, 2,7 km norr om Cabeza de Arroyo Nuevo. Omgivningarna runt Cabeza de Arroyo Nuevo är en mosaik av jordbruksmark och naturlig växtlighet.